# روژه دو لیل

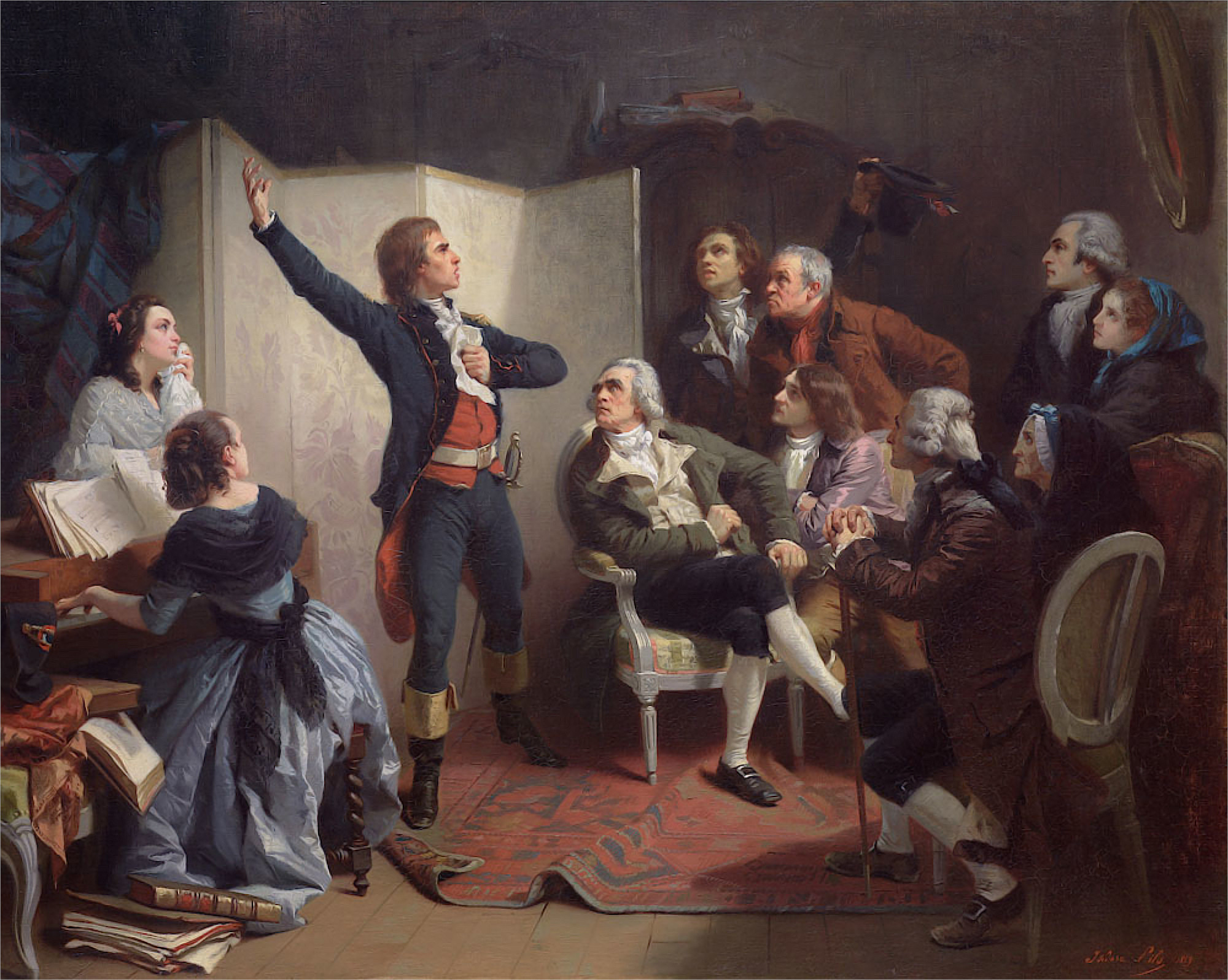
روژه دو لیل

کلود ژوزف روژه دو لیل (Claude Joseph Rouget de Lisle) (۱۷۶۰ - ۱۸۳۶) آهنگساز فرانسوی بود.
او در سال ۱۷۹۲ سرود ملی فرانسه یعنی سرود مارسییز را ساخت.
وی یک افسر ارتش فرانسه و یکی از انقلابیون آن کشور بود. او در ۶۶ سالگی درگذشت.